# Gibson ES-335

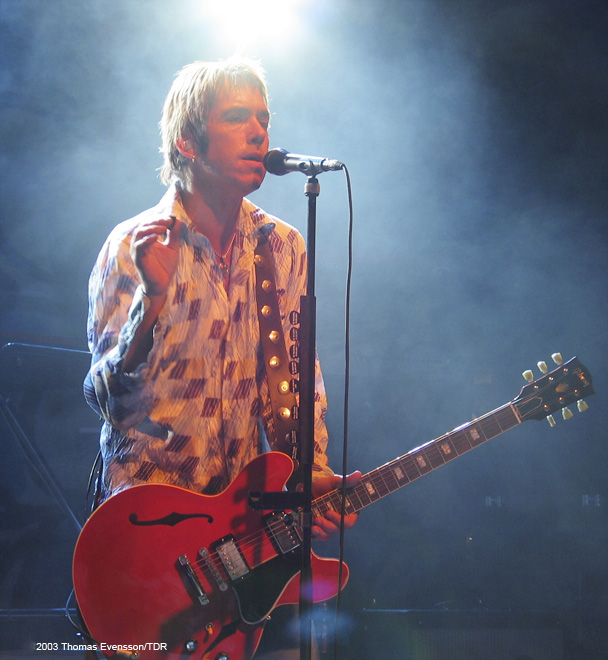
Per Gessle med en Gibson ES-335.

Gibson ES-335 är en halvakustisk elgitarr. Den är speciell såtillvida att den har en solid mittdel där stall, hals och pickuper sitter fast och sedan lock och botten som är monterade efteråt. De flesta tidigare halvakustiska elgitarrer var konstruerade som akustiska gitarrer med ett konventionellt lock. ES-335 är dock mindre känslig för mikrofonisk rundgång (tjut). Ljudet är träigt och kärnfullt med lång efterklang. Den som spelat på en Les Paul känner igen sig då halsen är snarlik, däremot är ljudet mer balanserat mot mellanregistret. Det finns många varianter med och utan svajstall och även "Studio"-varianter utan ljudhål.
ES-335 har använts av flera av de största rock-, jazz-, pop- och bluesgitarristerna och den fungerar bra även med hårt distorterade gitarrljud i hårdrocken. Oasis-gitarristen Noel Gallagher, Chuck Berry och B.B. King är några av de mest kända användarna av ES-335. 